# Balti–Fehér-tenger-csatorna

A Balti–Fehér-tenger vízi út

A Fehér-tenger Balti-csatorna profilja

A Balti–Fehér-tenger-csatorna, vagy Fehér-tengeri csatorna, rövidítve BBK (oroszul: ББК – Беломорско-Балтийский канал) mesterséges viziút, hajózási csatorna Oroszország északnyugati részén. 1961-ig Sztálin nevét viselte. 1931–1933 között építették. 1933. augusztus 2-án nyitották meg. A Fehér-tengert köti össze az Onyega-tóval. Az Onyega-tóról elérhető a  Balti–Volgai víziút, valamint a Szvir folyón, a Ladoga-tavon és a Néván keresztül a Balti-tenger.
A hajózási csatorna teljes hossza 227 km. Ebből 48 km a mesterségesen kialakított meder, a többi csatornává alakított természetes víz. A magasságkülönbségek miatt a csatornán 19 hajózsilip található. Eredetileg 4,5 m-es vízmélységgel tervezték, a valóságban azonban csak 3,5 m mély. Emiatt csak kis merülésű és kis kapacitású hajókkal hajózható, így gazdasági jelentősége csekély. Naponta átlagosan kb. 10 hajó közlekedik rajta.

## Építése
Ez volt az első ötéves terv nagy építkezéseinek egyike a Szovjetunióban.
A csatornát kényszermunkatáborokban fogvatartott rabok építették. Alsó becslések szerint is több mint százezer fogoly dolgozott az építkezésen. Hivatalos szovjet adatok 12 ezer áldozatot említenek, nem hivatalos becslések 50–300 ezer közöttire teszik az áldozatok számát. Szolzsenyicin becslései szerint körülbelül 250 000-en haltak bele az építésébe.